# Oprișor
Oprișor là một xã thuộc hạt Mehedinți, România. Dân số thời điểm năm 2002 là 3106 người.